# حديقة دورتموند التكنولوجية

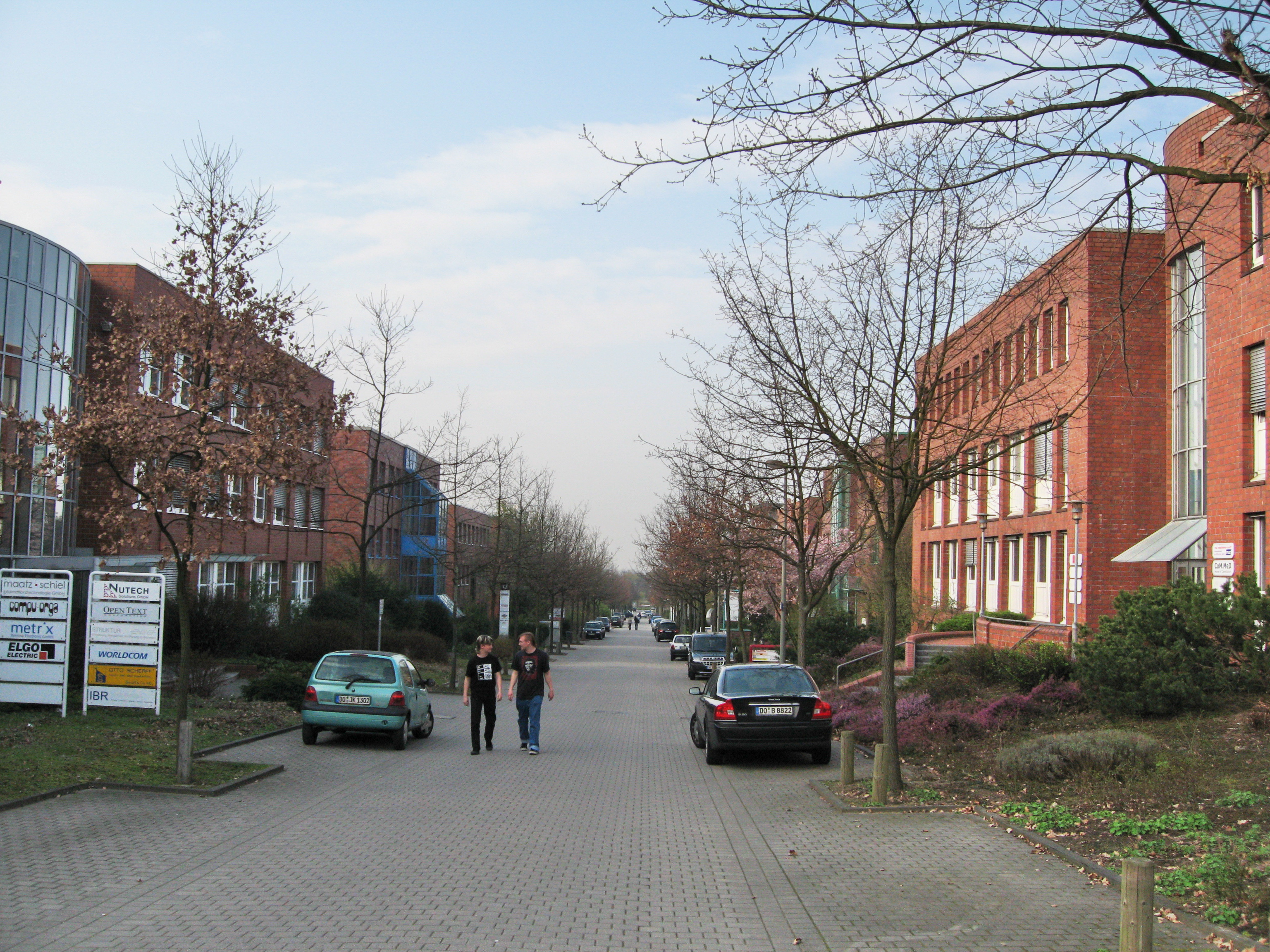
صورة لشارع جانبي في الحديقة

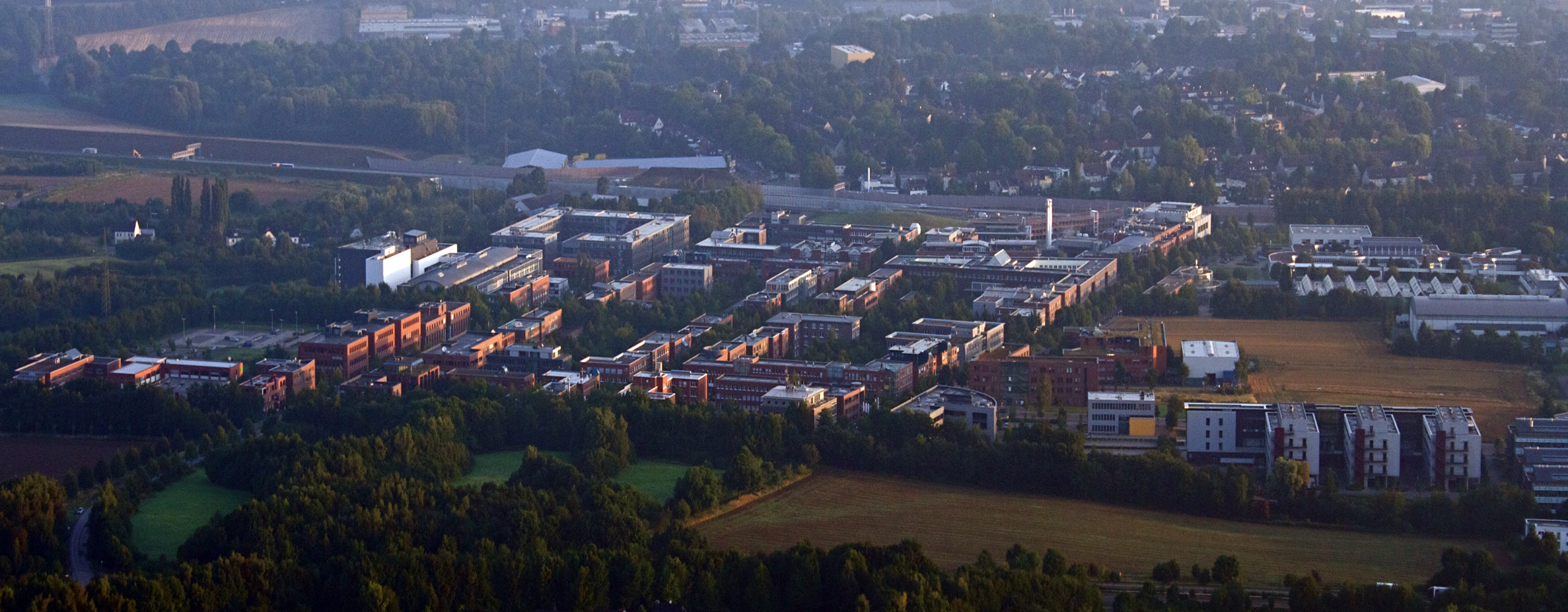
صورة جوية لحديقة دورتموند التكنولوجية

حديقة دورتموند التكنلوجية (بالألمانية: Technologiepark Dortmund) هي حديقة تكنولوجية تقع في مدينة دورتموند بولاية شمال الراين-وستفاليا الألمانية تأسست عام 1985. تُؤمن حوالي 10,000 وظيفة في المدينة، فهي موطن لأكثر من 300 شركة، بما في ذلك اثنين من معاهد فراونهوفر والموردين وإلكترونيات السيارات والشركة المصنعة لأشباه الموصلات. تقع الحديقة التكنولوجية في المنطقة المجاورة لكل من جامعة دورتموند للتكنولوجيا وجامعة دورتموند للعلوم التطبيقية والفنون ما يجعلها في موقع حيوي هام بالنسبة للشركات المتنافسة، كما تعزز الشبكات النشطة ما بين الهيئات العلمية والأعمال التجارية الأثر الجاذب للحديقة وتساهم في تنمية تطوير الأعمال.
مركز الحديقة (بالألمانية: TechnologieZentrumDortmund، اختصاراً: TZDO) تأسس في عام 1984 وتم إنشاء مركز تكنولوجيا للأطفال والشباب في عام 2007 (KITZ.do).

## وصلات خارجية
- الموقع الرسمي (بالألمانية)